# جينو روسي
جينو روسي (بالإيطالية: Gino Rossi)‏ (29 مايو 1908 ببياتشنزا في إيطاليا - 1987) هو ملاكم إيطالي، صنّف ضمن فئة الوزن الثقيل الخفيف ‏. شارك في الألعاب الأولمبية الصيفية 1932 وملاكمة في الألعاب الأولمبية الصيفية 1932 – رجال وزن ثقيل خفيف ‏.

## وصلات خارجية
- جينو روسي على موقع بوكس ريك (الإنجليزية) (registration required)
- جينو روسي على موقع أوليمبيديا (الإنجليزية)
- جينو روسي على موقع اللجنة الأولمبية الإيطالية (الإيطالية)